# Olle Cederlöf
Olle Ragnar Alexander Cederlöf, född den 26 februari 1918 i Jönköping, död den 27 augusti 1999 i Örsundsbro, var en svensk museiman.
Cederlöf bedrev juridiska studier 1941–1942 och avlade reservofficersexamen inom flygvapnet 1943. Han var flygledare inom Luftfartsverket 1945–1955 och blev kapten i flygvapnets reserv 1955. Cederlöf avlade filosofie kandidatexamen vid Lunds universitet sistnämnda år och filosofie licentiatexamen samma år. Han var intendent vid Malmö museums stads- och kulturhistoriska avdelning 1960–1964, museichef för Marinmuseum och modellkammaren i Karlskrona 1964–1969 samt styresman vid Armémuseum i Stockholm 1969–1980. Cederlöf publicerade skrifter i vapenhistoria, konsthistoria och kulturhistoria. Han invaldes som ledamot av Krigsvetenskapsakademien 1973 och av Örlogsmannasällskapet 1975.